# 影視及娛樂事務管理處
影視及娛樂事務管理處（簡稱影視處，縮寫：TELA），為當時香港特別行政區政府商務及經濟發展局轄下的部門，專門負責管理電影、電視及其他娛樂事業。其前身「電影電視管理處」，是在1972年，由政府新聞處設立獨立部門；1977年，更名為「影視及娛樂事務管理處」。
因應通訊事務管理局成立，影視及娛樂事務管理處於2012年4月1日解散，其廣播事務、電影評級、管制淫褻及不雅物品和報刊註冊交由通訊事務管理局辦公室轄下電影、報刊及物品管理辦事處負責，而簽發娛樂牌照的職能則交由民政事務總署負責。

## 職責

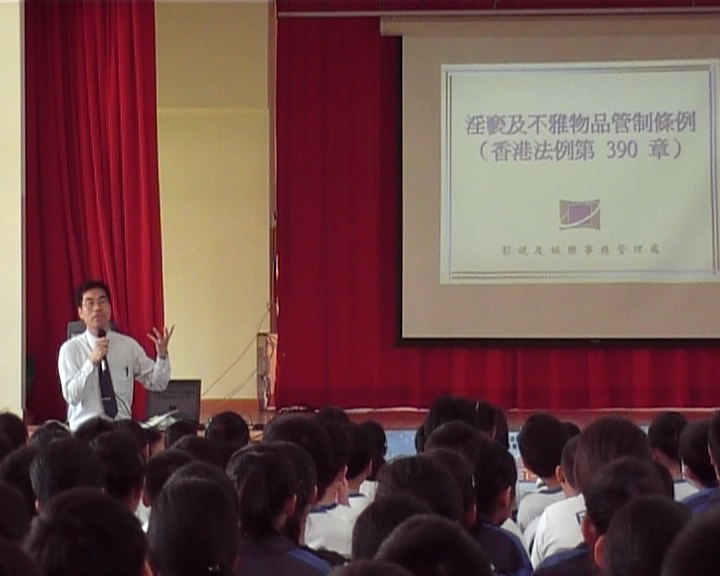
影視及娛樂事務管理處的職員到學校舉辦講座

影視及娛樂事務管理處分為「娛樂事務管理科」及「廣播事務管理科」兩個部門。

### 娛樂事務管理科
主要職務包括處理各項娛樂牌照的簽發等手續，巡查市面上的影視及零售店，以監察淫褻及不雅物品的發布情況，並協助淫褻物品審裁處工作。娛樂事務管理科亦協助推動香港電影業發展，並負責執行在香港上映電影的評級工作。

### 廣播事務管理科
是香港廣播事務管理局的行政機關，主要協助廣管局就香港無綫電視和亞洲電視兩間免費電視台及香港有線電視、now寬頻電視等收費電視、非本地電視節目的服務牌照，以及廣播電台的牌照，向行政長官及行政會議提供建議，進行檢討及延續牌照等，以確保香港與傳送外地的電視和電台的廣播內容水平。

### 其他工作
影視及娛樂事務管理處除了是法例的執行者以外，亦負起宣傳和教育的工作。他們會派員到學校舉辦講座，向學生解釋法例。

## 歷來爭議
- 2004年香港無綫電視播出電影《鐵達尼號》，當中女主角展露乳頭情節遭家長觀眾投訴，影視及娛樂事務管理處最後裁決投訴不成立[2]。
- 2007年香港書展，影視及娛樂事務管理處曾向參展書商遠流出版表示，其參展書籍《愛情神話：希臘羅馬神話的愛情故事》封面採用18世紀法國新古典主義畫家熱拉爾名畫《賽姬接受丘比特的初吻》（Psyche receiving the first kiss of Cupid），指當中有男女人物赤裸接吻，構成不雅成分勸喻參展書商停售此書。參展書商經勸喻後亦無奈收起此書，參展書商表示，停售該書非因訴訟風險，而是對當局對文化藝術的定義如此狹隘感到悲哀。事件曝光經傳媒關注後，同日影視及娛樂事務管理處表示取消對《愛情神話》的勸喻。[3][4][5][6]

## 隸屬
- 政府新聞處：1972年－1985年
- 文康廣播科：1985年－1997年
- 文康廣播局：1997年－1998年
- 資訊科技及廣播局：1998年－2002年
- 工商及科技局：2002年－2007年
- 商務及經濟發展局：2007年7月1日－2012年3月31日

## 歷任處長
- 劉吳惠蘭（1992年—1995年）
- 張寶德（1995年—1996年）
- 陳育德（1996年12月—2002年12月）
- 黃浪詩（2003年1月—2007年6月）
- 鄭美施（2007年7月—2010年1月）
- 劉明光（2010年1月—2012年4月）

## 外部連結
- 香港特別行政區政府 影視及娛樂事務管理處 （页面存档备份，存于）